# Джервис Бей (спомагателен крайцер)
Джервис Бей (на английски: SS Jervis Bay, HMS Jervis Bay) е британски океански лайнер, който в началото на Втората световна война е преоборудван на спомагателен крайцер, за Британския Кралски флот. На 5 ноември 1940 г. при съпровождане на атлантическия конвой HX-84 в неравна битка е потопен от немския тежък крайцер „Адмирал Шеер“. Благодарение на решителните действия на „Джервис Бей“ конвоя се разпръсва и 32 от общо 37 кораба успяват да се спасят.

## История
Корабът е пътнически лайнер на компанията Aberdeen & Commonwealth Line. Името му идва от името на залива Джервис Бей в Австралия. Със започването на войната през 1939 г. е конфискуван от военноморския флот, спешно е въоръжен с остарели 6-дюймови оръдия образец 1895 г. и назначен за охранение на атлантическите конвои.

## Последния бой
Корабът е назначен в за охрана на конвоя HX-84, пътуващ от пристанището на Халифакс (Канада) към Англия. Друга охрана конвоя няма.
На 5 ноември 1940 г. в точката 50°30′ с. ш. 32°00′ з. д. / 50.5° с. ш. 32° з. д. на разстояние 755 морски мили к югоизток от Рейкявик конвоя е открит и атакуван от германския рейдер, тежкия крайцер „Адмирал Шеер“. Капитанът на „Джервис Бей“, Едуард Фиген (на английски: Edward Fegen), заповядва на конвоя да се разпръсне и влиза в бой с рейдера. Независимо от огромното превъзходство, което има немския крайцер, боят продължава 22 минути до потопяването на „Джервис Бей“.
След това „Адмирал Шеер“ успява да потопи още пет транспорта, но останалите съдове на конвоя успяват да се измъкнат. 65 оцелели моряци от „Джервис Бей“ са спасени от шведския кораб Stureholm.

## Отличия
Капитан Фиген е посмъртно награден с ордена Викториански кръст – най-високото военно отличие във Великобритания – „За доблест, проявена при безнадежни обстоятелства“. В памет на загиналите моряци са поставени паметници и мемориални плочи.